# 1876

## Събития
- 14 февруари – Александър Греъм Бел подава молба за патент на телефона;
- 22 април – Осветено е въстаническото знаме за Априлското въстание в Панагюрище, изработено от учителката Райна Попгеоргиева Футекова, по известна като Райна Княгиня;
- 16 май – Недалеч от гр. Тутракан, при с. Пожарево 28 четници на сливналията Таньо войвода преминават р. Дунав и навлизат в поробена България с цел да подпомогнат загасващото вече Априлско въстание;
- 27 май – Четата на Таньо войвода води последната си битка преди разбиването ѝ на билото на Керчан баир до село Априлово, Поповско;
- 25 юни – Западните сиукси (Лакота) и шайените, командвани от Лудия Кон (Тасунка-витко) и Седящия бик (Татанка-йотанка), напълно унищожават водената от ген. Къстър 7-а кавалерийска бригада край река Литъл Биг Хорн, постигайки най-голямата победа на индианците над белите в историята им.
- 23 декември – Начало на Цариградската конференция на посланиците на Великите сили, акредитирани към Високата порта, заради въстанието в Босна и Херцеговина от 1875 г. и Априлското въстание в България през същата година.

## Родени
- Алфхилд Там, шведски психоаналитик
- Асен Партениев, български революционер
- Георги Попхристов, български революционер
- Георги Сугарев, български революционер
- Иван Шишков, български просветен деец
- Никола Текелиев, български революционер
- Стефан Димитров, български революционер
- 5 януари – Конрад Аденауер, немски политик
- 9 януари – Роберт Михелс, немски политолог
- 12 януари – Джек Лондон, американски писател
- 18 януари – Георги Христов, български революционер и общественик
- 30 януари – Никола Михайлов, български художник
- 12 февруари – Фратьо Фратев, български актьор
- 19 февруари – Константин Брънкуш, румънски скулптор
- 23 февруари – Сенджуро Хаяши, Министър-председател на Япония
- 1 март – Анри дьо Байе-Латур, белгийски спортен функционер
- 2 март – Пий XII, Римски папа
- 3 март – Мария Георгиевна, гръцка принцеса
- 14 март – Тръпко Василев, български художник и галерист
- 26 март – Вилхелм фон Вид, княз на Албания
- 6 април – Кръстьо Сарафов, български драматичен актьор
- 10 май – Иван Цанкар, словенски писател
- 11 май – Никола Станимиров, български военен деец
- 30 май – Жан Нику, шведски индустриалец
- 6 юли – Стефан Стефанов, политик, индустриалец
- 12 юли – Макс Жакоб, френски поет
- 17 юли – Илия Димушев, български революционер
- 23 юли – Айно Акте, финландска певица
- 7 август – Мата Хари,
- 14 август – Александър Обренович, крал на Сърбия
- 27 август – Рафаил Попов, български историк и археолог
- 1 септември – Иван Вулпе, български певец
- 12 септември – Флор Алпертс, белгийски композитор
- 13 септември – Шъруд Андерсън, американски писател
- 15 септември – Бруно Валтер, австрийски диригент и композитор
- 14 октомври – Любомир Стоенчев, български военен и революционер
- 25 октомври – Стефан Нойков, български военен деец
- 12 декември – Август Розентал, български художник
- 22 декември – Филипо Томазо Маринети, италиански писател, футурист
- 25 декември – Мохамед Али Джина, пакистански политик

## Починали
- Георги Икономов, български революционер;
- 18/30 май – Никола Симов, български революционер
- Георги Динков, български общественик
- Петър Топалов, войвода
- Сава Катрафилов, български революционер
- Стефан Пешев, български революционер
- Теофил Бейков, български революционер
- Трендафил Керелов, дългогодишен кмет на Батак
- май – Димитър Лютаков, български революционер
- 7 февруари – Партений Зографски, български духовник и филолог
- 21 февруари – Мария Николаевна, херцогиня на Льойхтенберг
- 17 март – Бьортън Гунльойсон, исландски математик и картограф
- 18 март г. – Фердинанд Фрайлиграт, немски поет (р. 1810 г.)
- 25 март – Никола Странджата,
- 29 април – Генадий Невелской, руски изследовател
- 30 април – Петър Бонев, български революционер
- 7 май – Петър Пармаков, български революционер;
- 7 май – Поп Харитон, български революционер;
- 8 май – Васил Петлешков, български революционер
- 10 май – Георги Обретенов, български революционер
- 10 май – Иларион Драгостинов, български революционер
- 12 май – Георги Бенковски;
- 12 май – Генадий Велешки, български духовник
- 12 май – Стоил войвода, българския революционер
- 18 май – Янко Атанасов, български революционер
- 19 май – Никола Ганчев, български революционер
- 21 май – Петър Симеонов, български революционер
- 26 май – Панайот Волов, български революционер;
- 26 май – Франтишек Палацки, чешки историк
- 27 май – Таньо Стоянов, български революционер, заточеник, войвода;
- 28 май – Георги Измирлиев, български революционер;
- 28 май – Бачо Киро, български учител, революционер, книжовник, историк, читалищен деец и фолклорист;
- 2 юни – Христо Ботев (стар стил – 20 май);
- 2 юни – Иван Преснаков, български революционер
- 4 юни – Абдул Азис, султан на Османската империя;
- 8 юни – Жорж Санд, френска писателка
- 13 юни – Михаил Бакунин, руски революционер;
- 15 юни – Цанко Дюстабанов, български революционер;
- 15 юни – Никола Войновски, български революционер
- 16 юни – Тодор Каблешков, български революционер;
- 21 юни – Антонио Лопес де Санта Ана, мексикански военачалник и политик
- 24 юни – Тодор Кирков, български революционер;
- 25 юни – Джордж Армстронг Къстър, американски военен
- 25 юни – Йонко Карагьозов, деец на националноосвободителното движение
- 27 юни – Кристиан Готфрид Еренберг, германски естествоизпитател
- 10 ноември – Карл Айхвалд, руски учен
- 11 ноември – Георги Гогов, български общественик
- 19 декември – Виктор Григорович, руски филолог-славист

Вижте също:
- календара за тази година